# Leopold Friedrich von Kleist

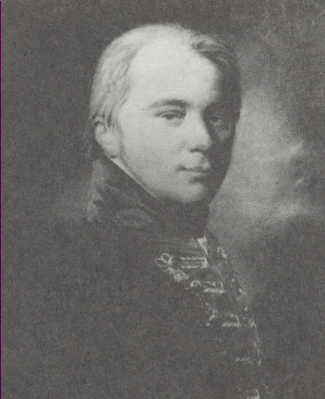
Leopold Friedrich von Kleist

Leopold Friedrich von Kleist (* 7. April 1780 in Frankfurt (Oder); † 4. Juni 1837 in Stolp) war ein preußischer Major sowie Postmeister von Stolp.

## Leben

### Herkunft
Leopold Friedrich entstammte der pommerschen Adelsfamilie von Kleist. Seine Eltern waren Joachim Friedrich von Kleist (1728–1788) und dessen zweite Frau Juliane Ulrike, geborene von Pannwitz (1746–1793). Er hatte vier Geschwister: Heinrich, Friederike (1775–1811), Auguste (1776–1818) und Juliane (1784–1856).

### Karriere
Kleist wurde Offizier in der Preußischen Armee und stand seit 1799 im Regiment Garde in Potsdam in Garnison. 1806 nahm er mit seinem Regiment an der Schlacht bei Jena und Auerstedt teil. 1811 schied er als Major aus dem Militärdienst aus und wurde Postmeister in Stolp. Er verstarb hier im Alter von 57 Jahren bei einem Festmahl als Tischnachbar des Kronprinzen an einem Schlaganfall. Die Beileidsbekundung des Kronprinzen, dessen Fechtmeister Kleist in seiner Offizierszeit gewesen war, an die Witwe wurde in zeitgenössischen Blättern veröffentlicht.

### Familie
1804 hatte er Wilhelmine von Blanckensee (1788–1867) geheiratet. Aus der Ehe gingen neun Kinder hervor. Der Sohn Theodor von Kleist (1815–1886) wurde Rittergutsbesitzer und Mitglied des Preußischen Herrenhauses, der jüngste Sohn Ewald Christian Leopold von Kleist (1824–1910) wurde General der Infanterie und Kommandierender General des I. Armee-Korps.